# Nolbysten

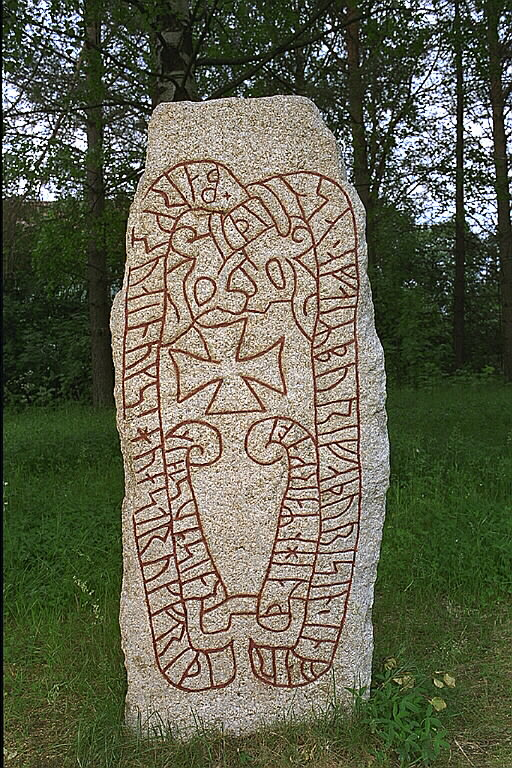
Bure- oder Nolbystenen

Der Nolbysten (auch Buresten genannt – M 1 bzw. RAÄNr. Njurunda 116:1) steht in Kvissleby-Nolby, südlich von Sundsvall nahe dem Bottnischen Meerbusen in Medelpad in Schweden. 
Der Runenstein ist 1,55 m hoch, 0,65 m breit und 0,3 m dick und einer der lediglich 18 Runensteine in Medelpad. Der Text lautet: Barksven Sigfast und Fride errichteten den Stein nach Bure, ihrem Vater. Farþegn machte die Runen.
Zusätzlich zur Runeninschrift trägt er ein Tatzenkreuz des 11. Jahrhunderts. Anhand des doppelten Schlangenbandes mit irischem Koppel wird er in den Ringerike-Stil eingestuft und auf 1020 bis 1050 n. Chr. datiert. Die Inschrift stammt vom Runenmeister Fartägn (Farþegn).
Das Gebiet verfügt über eine Konzentration von historischen und prähistorischen Artefakten. Der Buresten steht neben den Ruinen einer Kapelle aus dem frühen Mittelalter. In der Nähe liegen eine Ansammlung von Gräbern aus der Wikingerzeit und zwölf große Grabhügel, von denen einer der größte in Norrland ist.
In der Nähe steht der Bergasten.